# رنو ۱۲
رنو ۱۲ (Renault ۱۲) خودرویی است که در سال‌های ۱۹۶۹—۱۹۸۰در فرانسه، رومانی، بورسا، ترکیه، والادولید، اسپانیا، آرژانتین، کلمبیا، برزیل، هایدلبرگ، استرالیا، ونزوئلا و مکزیک تولید شده‌است. طراحی آن خودروهای موتور جلو-محور جلو بوده طول آن در حالت طبیعی ۴٬۳۴۵ میلیمتر (۱۷۱٫۱ اینچ)، عرض آن در حالت طبیعی ۱٬۶۱۶ میلیمتر (۶۳٫۶ اینچ) و ارتفاع آن در حالت طبیعی ۱٬۴۳۵ میلیمتر (۵۶٫۵ اینچ) است.
این خودرو اولین خودروی سایز متوسط رنو بود، که در اواسط سال ۱۹۶۹ وارد بازار شذ. این خودرو در کشور رومانی، تحت نام داچیا ۱۳۰۰/۱۴۰۰ تحت لیسانس رنو تولید می‌شد. گرچه تولید این مدل از رنو در سال ۱۹۸۰ متوقف شد ولی تنها در رومانی، تا سال ۲۰۰۶ تولید آن ادامه داشت. از مدل رنو ۱۲ شمار ۴٫۲ میلیون دستگاه به‌فروش رسید.